# 森田政義
森田 政義（もりた まさよし、明治17年（1884年）9月29日 - 昭和14年（1939年）3月21日）は、日本の弁護士、政治家。元衆議院議員（立憲政友会）。大阪府平民。実業家・タレント大屋政子の父。

## 経歴
熊本県の森田實政の弟。
大正3年（1914年）明治大学法科を卒業。弁護士試験合格。大正9年（1920年）分家する。大正13年（1924年）から衆議院議員を6期務め、立憲政友会総務となった。昭和4年（1929年）12月、選挙法違反により衆議院議員を退職。翌昭和5年（1930年）の第17回総選挙で復帰。昭和12年（1937年）の第20回総選挙で落選するが、翌昭和13年（1938年）同じ選挙区の西尾末広が議会から除名されたため、繰り上げ当選となる。昭和14年（1939年）3月在職中に死去した。

## 家族・親族

### 森田家

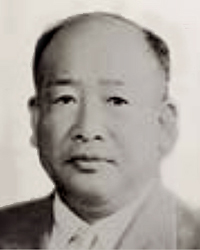
娘政子の夫で元帝人社長の大屋晋三

（熊本県、大阪府大阪市住吉区）
- 妻・トクノ（大阪、柴谷伊之助二女[4]）

明治25年（1892年）8月生 - 没
- 男・大造[4]

大正2年（1913年）5月生 -
- 女・サジ[4]

大正5年（1916年）3月生 -
- 女・政子[4]（元帝人社長大屋晋三の妻）

大正9年（1920年）10月生 - 平成11年（1999年）1月没